# ماه‌پیشانی
ماه‌پیشانی یک افسانهٔ کهن ایرانی است؛ که در بیشتر نقاط ایران با دگرگونی‌های اندکی رواج دارد. این داستان تاکنون چندین‌بار بازنویسی شده و از روی آن نمایشنامه‌ هایی ساخته شده‌است.

## خلاصه افسانه
این افسانه دربارهٔ دختر زیبارویی به نام شهربانو است. ملاباجی، معلم مکتب‌خانه، متوجه می‌شود که پدر شهربانو مردی دارا و ثروتمند است، نیرنگی می‌ریزد تا جای مادر او را بگیرد. شهربانو به نیرنگ ملاباجی، مادرِ خود را در کوزه سرکه می‌اندازد. ملاباجی که دختری زشت‌رو دارد، با پدر شهربانو ازدواج می‌کند و شهربانو را به کارهای سخت وا می‌دارد. روزی ملاباجی در کوزهٔ سرکه را باز می‌کند که گاوی زردرنگ از آن بیرون می‌آید که همان مادر شهربانو است. ملاباجی شهربانو را ناچار می‌کند که گاو را هر روز به چراگاه برده و در هنگام چرای گاو، به پنبه‌ریسی مشغول شود. روزی باد پنبه‌ها را به چاهی می‌اندازد که دیوی در آن زندگی می‌کرد. مادر شهربانو در غالب گاو، او را راهنمایی می‌کند که چگونه به درون چاه رفته و به او می‌سپارد که هر چه دیو به او گفت باید وارونش را انجام دهد. شهربانو به چاه می‌رود و در آنجا با خرسندکردن دیو، روی خود را در رودی می‌شورد که بر اثر آن نقش ماه در پیشانی، و ستاره‌ای در چانهٔ او می‌روید و زیبایی او را چندبرابر می‌کند و از آنجا «ماه‌پیشانی» نامیده می‌شود. نامادریِ ماه‌پیشانی به هوای اینکه دختر خودش هم چنین روی زیبایی پیدا کند او را به ته چاه می‌فرستد، ولی دختر نامادری، دیو را ناخرسند کرده، و هنگامی که روی خود را در رود می‌شوید، ماری در پیشانی و کژدمی در چانه‌اش می‌روید که هر چه آن‌ها را می‌بریدند دوباره رشد می‌کردند. یک روز که در ده عروسی بوده، ملاباجی و دخترش به عروسی رفته و برای تنبیه ماه‌پیشانی مقدار زیادی نخود و لوبیا و لپه به او داده تا آن‌ها را پاک کند و همچنین کاسه‌ای به او می‌دهند تا آن را پر از اشک چشم‌هایش کند. به کمک خروسی که دیو به ماه‌پیشانی می‌دهد، پاک کردن بُنشن‌ها به زودی تمام می‌شود و ماه‌پیشانی با نمک دریایی که از دیو گرفته، کاسه را به جای اشک با آب‌نمک پر می‌کند. پس از آن رخت‌هایی که از دیو گرفته را بر تن می‌کند و به عروسی می‌رود. در عروسی، ماه‌پیشانی در هنگام رقصیدن یک دسته‌گل به سوی عروس و داماد و یک مشت خاکستر به سوی ملاباجی و دخترش پرتاب می‌کند. در راه بازگشت پسر پادشاه ماه‌پیشانی را دیده و دلباختهٔ او می‌شود. ماه‌پیشانی لنگ کفش خود را در کوچه هنگام پریدن از جوی آب گم می‌کند که به دست پسر پادشاه می‌افتد. نامادری که پی برده گاو همان مادر ماه‌پیشانی است که در کارها به او کمک می‌کند، نیرنگی برای کشتن آن پی می‌ریزد، این گونه که خودش را به بیماری زده تا پزشک گوشت گاو برای درمانش تجویز کند و این گونه پدر ماه‌پیشانی ناچار به کشتن گاو شود. ولی ماه‌پیشانی با کمک دیو، گاو را بیرون برده و همزاد آن را به خانه می‌آورد. ماه‌پیشانی که از گوشت گاو نخورده، استخوان‌ها را در طویله چال می‌کند. در آن سو پسر پادشاه از عشق ماه‌پیشانی بیمار شده و پزشکان به درد او پی می‌برند. دو پیرزن گیس‌سپید برای پیدا کردن ماه‌پیشانی رهسپار می‌شوند و لنگه‌کفش را به پای هر کسی که می‌آزمایند، جور در نمی‌آید. سرانجام ماه‌پیشانی را که بدست نامادری در تنوری پنهان شده بود با سر و صدایی که خروس به راه می‌اندازد پیدا کرده و با آزمایش لنگه‌کفش به پای او، پی می‌برند که او همان دختریست که پسر پادشاه به او دل باخته است. نامادری تنها در صورتی ازدواج ماه‌پیشانی با پسر پادشاه را می‌پذیرد که دخترِ خودش هم به عروسی پسر وزیر درآید. برای شیربهای ماه‌پیشانی نیز دو ذرع کرباس آبی، نیم‌من سیر و نیم‌من پیاز درخواست می‌کند. از کرباس‌ها لباسی گشاد برای او می‌دوزد و آش آلوچه‌ای با نیم‌من سیر و نیم‌من پیاز می‌پزد و به زور به خورد ماه‌پیشانی می‌دهد تا بوی سیر و پیاز بگیرد و پسر پادشاه از او بیزار شود. ولی ماه‌پیشانی در راه با دیو دیدار می‌کند که دیو رختی زیبا به او می‌پوشاند و دهان او را با مشک و عنبر خوشبو می‌کند. پس از آن نوبت به عروسی دختر ملاباجی و پسر وزیر می‌رسد. پسر وزیر که در شب زفاف کژدم و مار را در چهره دختر نامادری می‌بیند پا به گریز می‌نهد. سرانجام ماه‌پیشانی داستان را نزد پادشاه تعریف کرده و او هم نامادری و دخترش را به خندقی پرت می‌کند. در پایان، با کمک دیو، گاو زردرنگ به شکل نخست خود، مادر ماه‌پیشانی درمی‌آید.

## ریشه‌های افسانه
افسانه ماه‌پیشانی از افسانه‌های کهن ایرانی است که همانندی‌هایی با داستان فریدون و ضحاک دارد. در داستان فریدون، با بوسه ابلیس بر شانه‌های ضحاک مارهایی می‌روید که هر چه آن‌ها را می‌بُرند، دوباره می‌رویند، همانند کژدم و ماری که بر روی پیشانی و چانه دختر نامادری روییده بود. همچنین فریدون گاودایه‌ای به نام برمایه داشت که همچون طاووس رنگارنگ و زیبا بود. مادر ماه‌پیشانی نیز پس از افتادن در کوزه سرکه به گاوی زردرنگ دگرگون می‌شود. گاو برمایه بدست ضحاک کشته می‌شود و نامادری ماه‌پیشانی هم تلاش می‌کند تا مادر ماه‌پیشانی که به گاوی دگر گشته را از بین ببرد. در اساطیر ایران، گاو و ماه پیوندی نزدیک و تنگاتنگ دارند که هر دو عنصر در داستان ماه‌پیشانی نمایان است.
همچنین افسانه ماه‌پیشانی همانندی‌هایی با داستان سیندرلا در غرب و یه‌شین در چین دارد، ولی از آن‌ها کهن‌تر است.